# Panurginus tyrolensis
Panurginus tyrolensis là một loài Hymenoptera trong họ Andrenidae. Loài này được Richards mô tả khoa học năm 1932.